# Католическое церковное и литургическое облачение

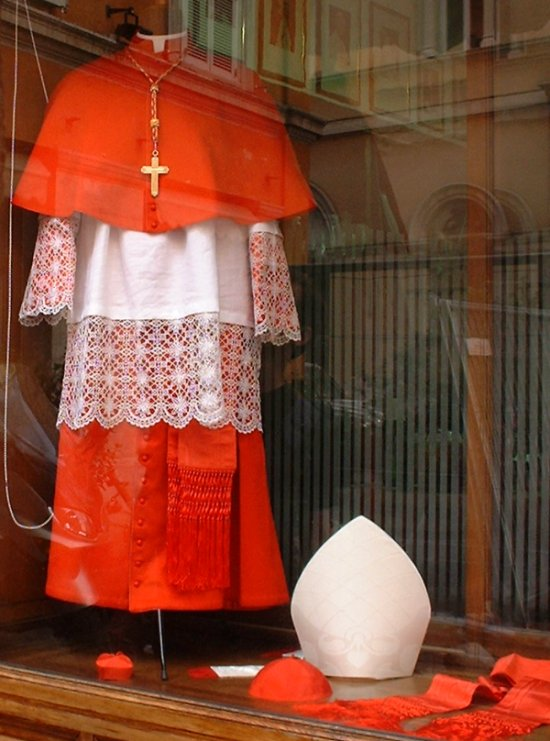
Облачение кардинала

Католическое церковное и литургическое облачение — облачения (одежда), используемая и носящаяся только представителями духовенства Римско-католической церкви. Различают церковное, то есть то, которое носится повседневно, и литургическое, которое носится только во время литургии.
До Второго Ватиканского Собора католическое облачение отличалось большой пышностью, после его окончания облачения стали заметно скромнее, но среди католиков-традиционалистов сохраняются дореформенные литургические облачения.
Различают облачения рядовых священников, епископов, кардиналов и папы.

## Облачения в Римско-католической церкви
В Римско-католической церкви существует три степени церковных облачений:
- собственно богослужебные, или литургические;
- для присутствия на богослужении;
- церемониальные (для присутствия на официальных церемониях).

### Литургическое облачение
К литургическому облачению относятся предметы богослужебных одеяний, которые все клирики носят за богослужением. До Второго Ватиканского собора субдиаконы, аколиты, чтецы, экзорцисты и остиарии, то есть все малые чины, также носили положенные им облачения. В современное время их носят аколиты и чтецы, а также министранты, то есть миряне, помогающие за богослужением. Епископ носит детали облачения, которые присутствуют у священника и диакона.
|              |                                                          |                                             |                                     |                                         |                                  |                           |                             |                              |
| Папа римский | Кардинал в собственном диоцезе (если является епископом) | Архиепископ и епископ в собственном диоцезе | Апостольский протонотарий de numero | Апостольский протонотарий supernumerary | Почётный прелат Его Святейшества | Капеллан Его Святейшества | Генеральный настоятель ИХЦА | Священник/Диакон/ Семинарист |

#### Церковное и литургическое облачение малых чинов (остиарий, чтец, экзорцист и аколит)
| Литургическое облачение - Альба; - Суперпеллицеум. | Церковное облачение - Капелло Романо; - Пояс; - Сутана (хоровой кассок). |

#### Церковное и литургическое облачение субдиакона
| Литургическое облачение - Альба; - Суперпеллицеум; - Манипул; - Туника. | Церковное облачение - Капелло Романо; - Пояс; - Сутана (хоровой кассок). |

#### Церковное и литургическое облачение диакона
| Литургическое облачение - Альба; - Далматика; - Суперпеллицеум; - Манипул; - Стола; - Туника; - Цингулум. | Церковное облачение - Биретта; - Дзуккетто; - Капелло Романо; - Мантилетта; - Пояс; - Сутана (хоровой кассок). |

#### Церковное и литургическое облачение священника
| Литургическое облачение - Альба; - Амикт; - Казула; - Капа (Плувиал); - Суперпеллицеум; - Манипул; - Пояс; - Стола; - Туника; - Цингулум. | Церковное облачение - Биретта; - Дзуккетто; - Капелло Романо; - Мантилетта; - Пояс; - Сутана (хоровой кассок). |

#### Церковное и литургическое облачение епископа
| Литургическое облачение - Альба; - Амикт; - Гремиал; - Гумерал; - Далматика; - Казула; - Капа (Плувиал); - Литургические перчатки; - Литургические туфли; - Литургические чулки; - Манипул; - Митра; - Паллий; - Рационал; - Роккетто; - Стола; - Туника; - Цингулум. | Церковное облачение - Биретта; - Галеро; - Дзимарра; - Дзуккетто; - Капелло Романо; - Мантилетта; - Моццетта; - Пояс; - Роккетто; - Суперпеллицеум; - Феррайоло. |

### Папское облачение
Папское облачение в основном хоть и соответствовало церковному и литургическому облачению епископов, но всё же имело ряд особенностей, которые мог носить только папа римский и чем он отличался от всех остальных, епископов, архиепископов, митрополитов, патриархов и кардиналов латинского обряда.
Так только папа римский носил такие элементы своё облачения как фанон, субчинкториум, фальда, папская тиара, камауро, особую папскую обувь и папские туфли.

| Церковное облачение - Дзимарра; - Моццетта; - Камауро; - Капелло Романо; - Папская обувь; - Пилеолус; - Пояс; - Роккетто. | Литургическое облачение - Альба; - Амикт; - Гремиал; - Гумерал; - Фанон; - Далматика; - Казула: - Капа; - Литургические перчатки; - Литургические чулки; - Манипул; - Митра; - Паллий; - Папская тиара; - Папские туфли; - Пояс; - Туника; - Роккетто; - Стола; - Субчинкториум; - Фальда; - Цингулум. |

## Облачение священника в литургические одежды
До Второго Ватиканского собора литургическое облачение католического священника совершалось в следующей последовательности:
1. Священник в сутане надевает амикт, покрывающий плечи и шею. Возлагая Амикт, священник произносит: «Возложи, о Господь, шлем спасения на голову мою, дабы мог я противостоять нападениям диавола».
2. Поверх сутаны и амикта священник надевает альбу, говоря при этом: «Обели меня, О Господь, и очисть сердце моё; дабы, обелённый в Крови Агнца, мог я заслужить награду вечную».
3. Альбу священник препоясывает вервием. При этом произносится: «Препояшь меня, о Господь, вервием чистоты, и погаси в сердце моём пламя вожделения, дабы добродетели воздержания и целомудрия пребывали во мне».
4. На левую руку священник надевает манипул, молясь следующим образом: «Да удостоюсь я, о Господь, нести сноп слёз и скорбей, дабы мог я с радостью обрести награду за труды мои».
5. На шею священник надевает столу. Молитва при этом такова: «Возроди во мне, о Господь, бессмертие моё, которое утратил я через грех моих прародителей и, пусть недостоен я приблизиться к Твоим Священным Таинствам, всё же дозволь мне заслужить радость вечную».
6. Поверх столы надевается казула. При этом совершается моление: «О Господь, рекший „Иго Моё сладко, и бремя Моё легко“, даруй мне нести их так, дабы заслужить милость Твою».

В настоящее время чтение этих текстов при облачении необязательно.
Облачение епископов имеет дополнительные элементы, символизирующие их власть либо подчиненность папе римскому.

## Галерея

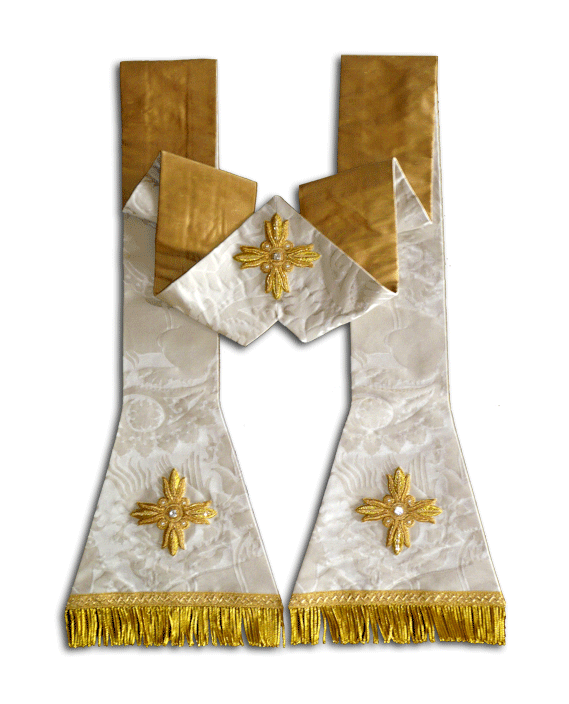
Стола
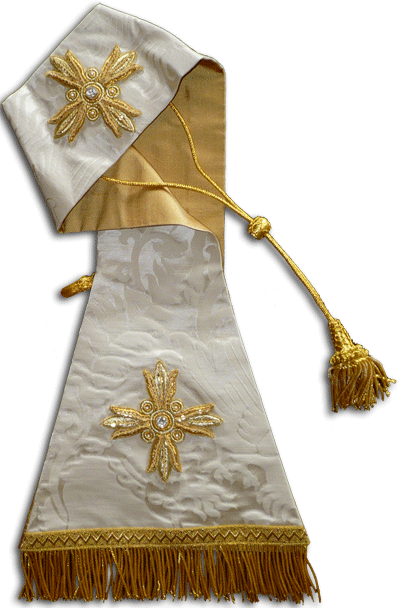
Манипула
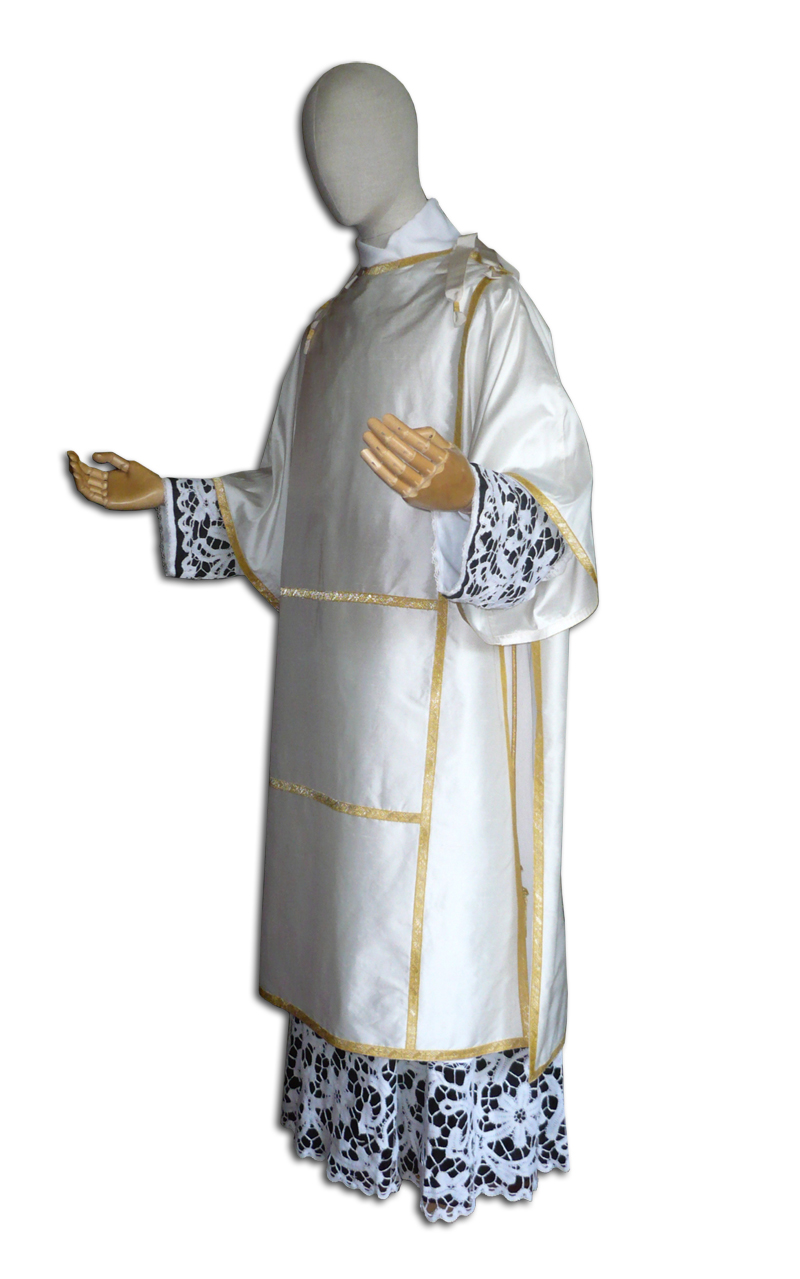
Белая туника
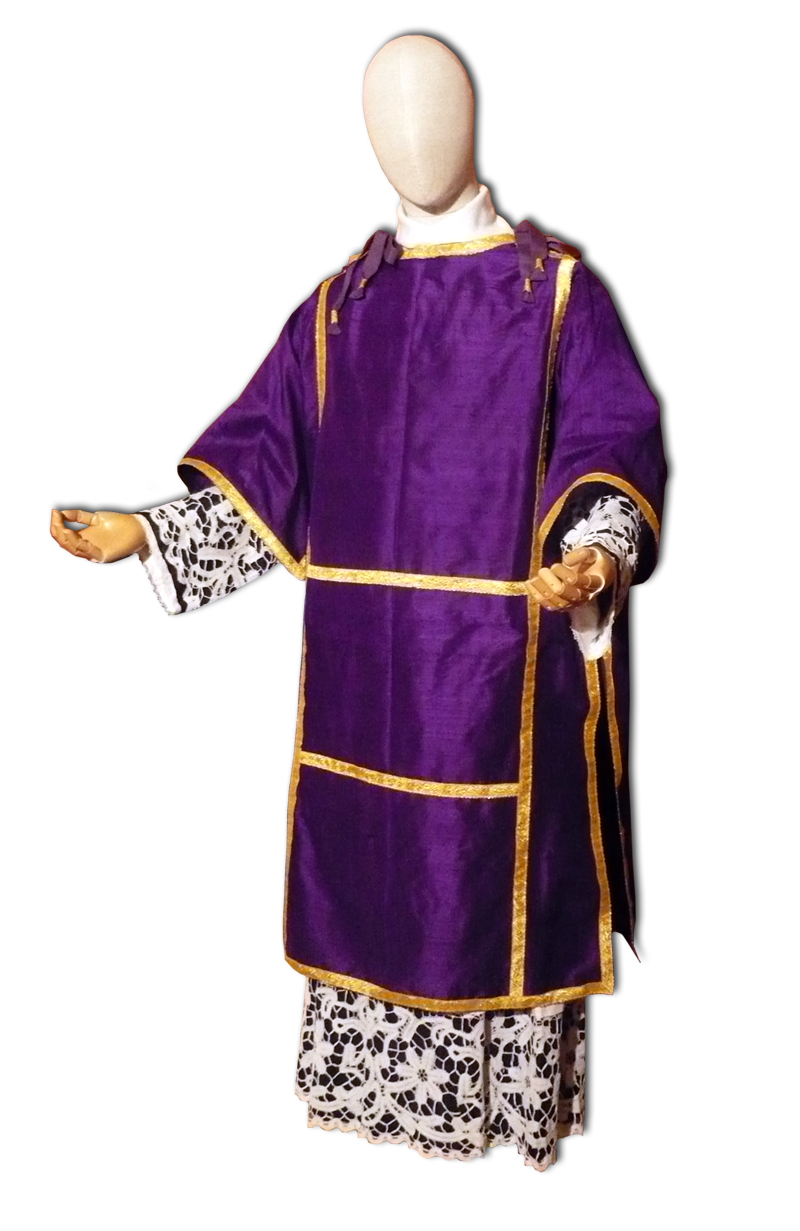
Фиолетовая туника
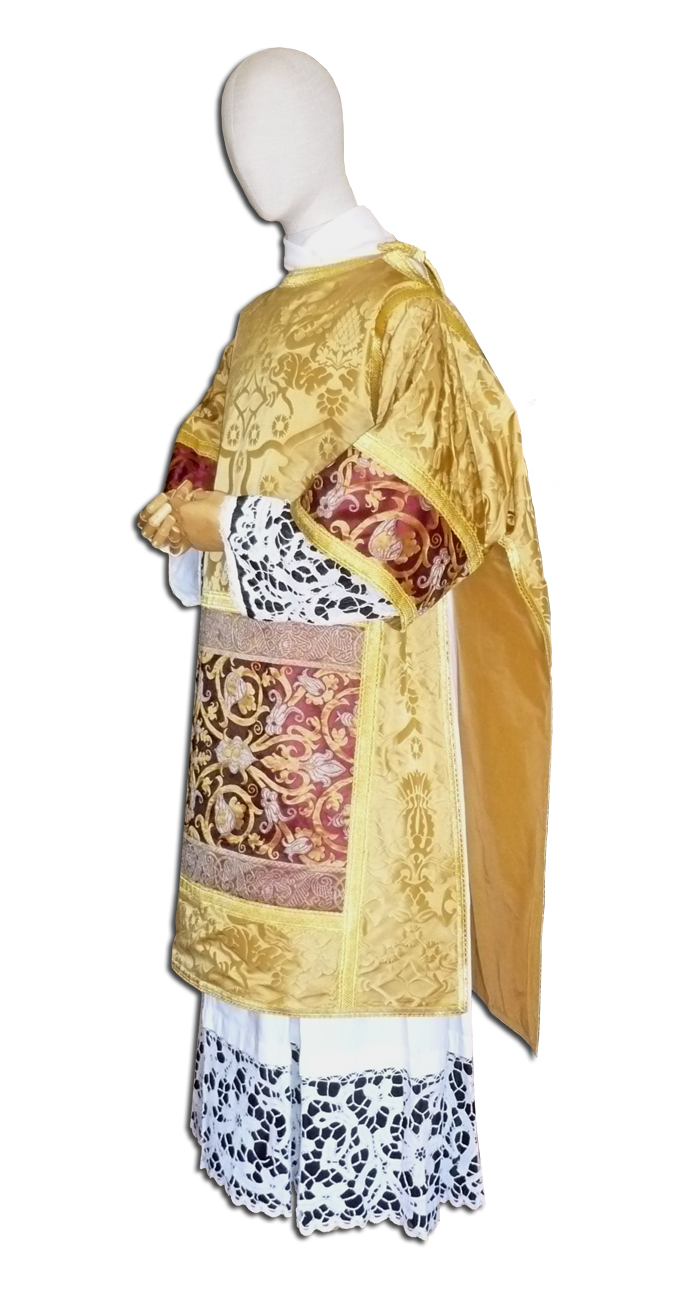
Далматика
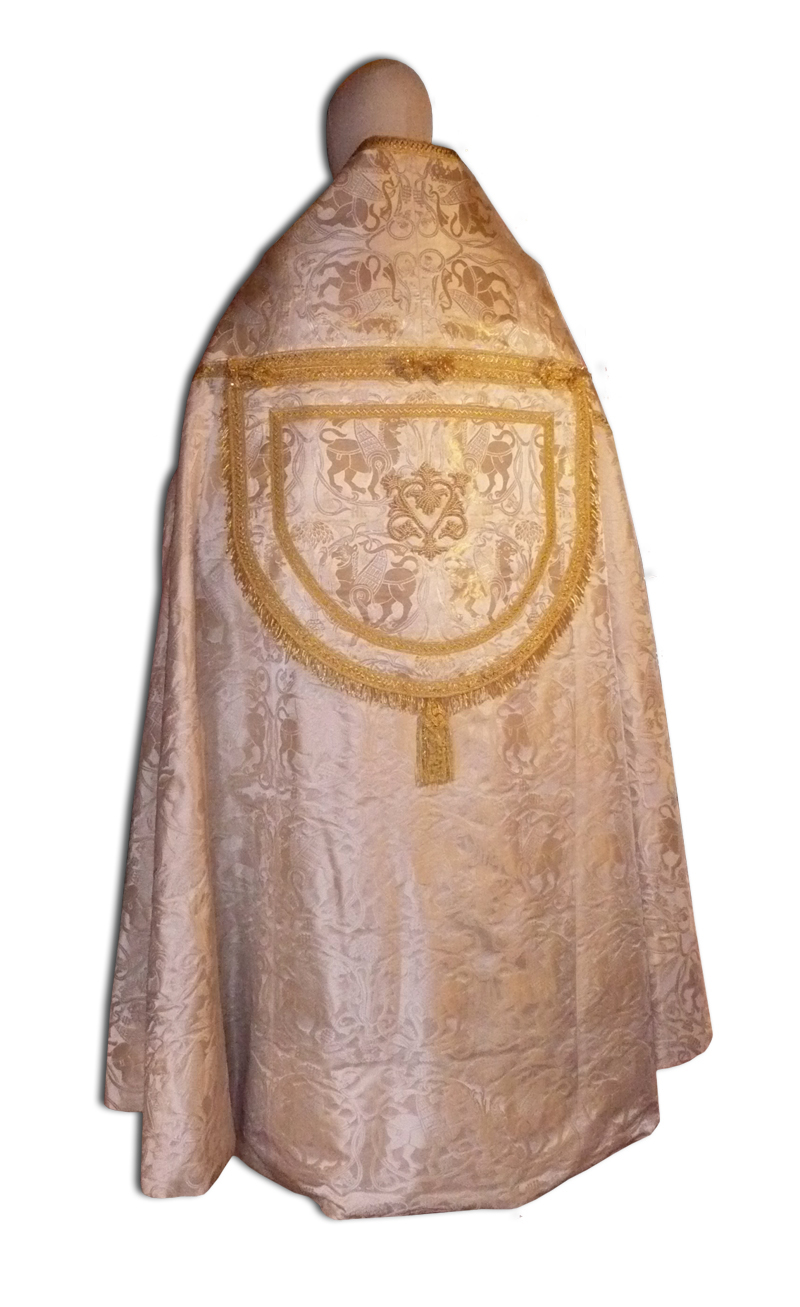
Плувиал вид сзади
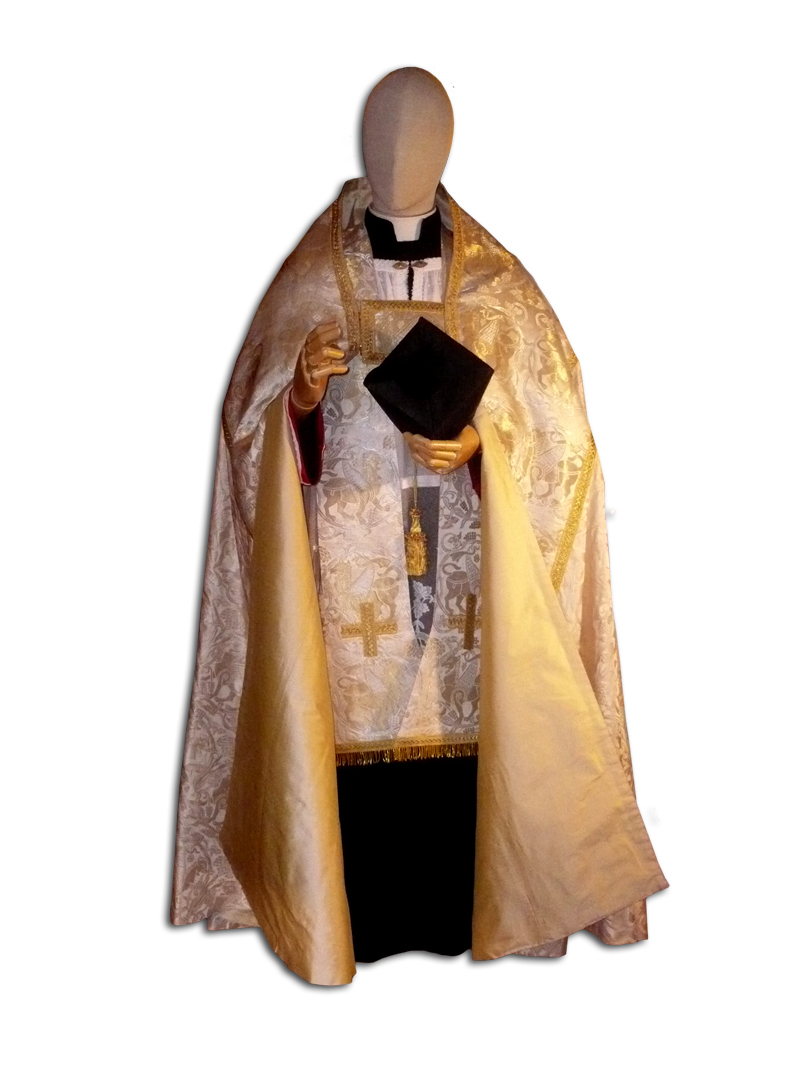
Плувиал вид спереди и чёрная биретта
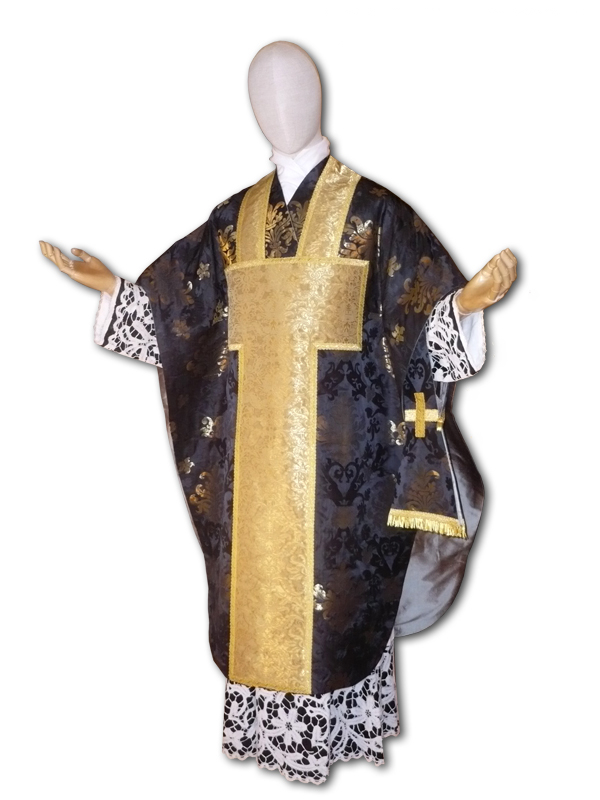
Готическая казула (орнат)
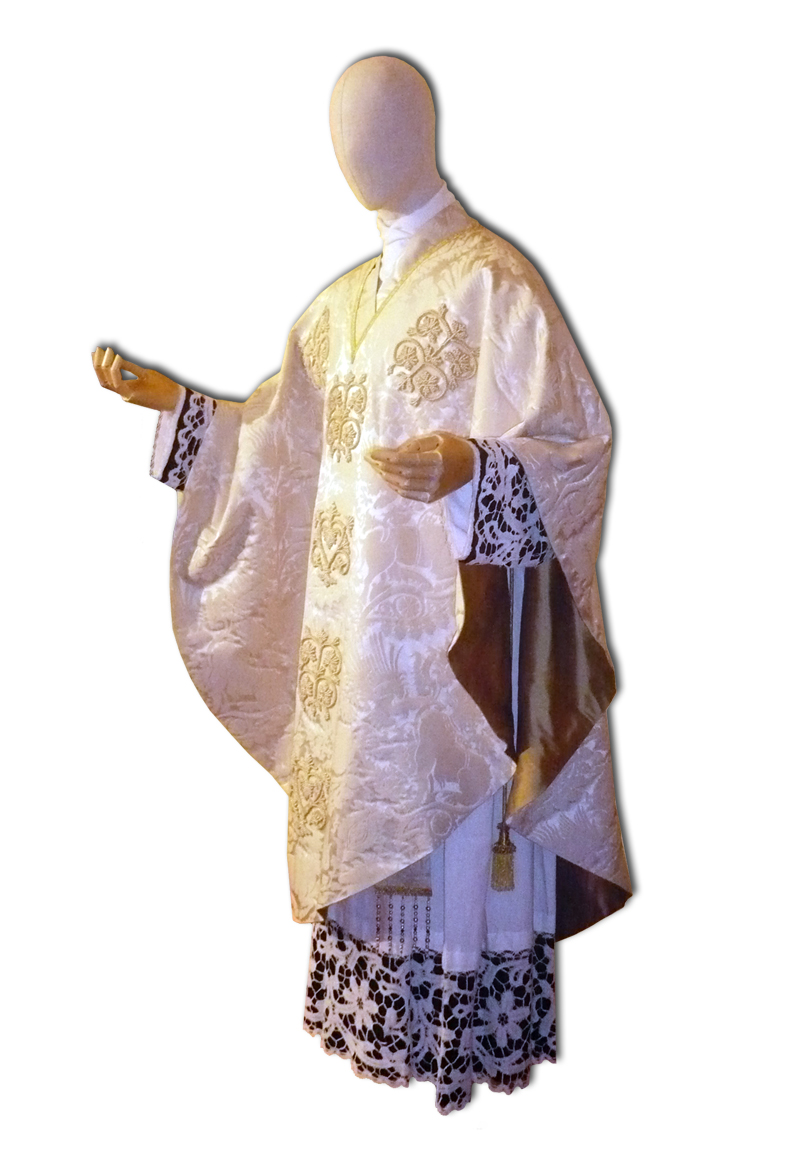
Готическая казула (орнат)
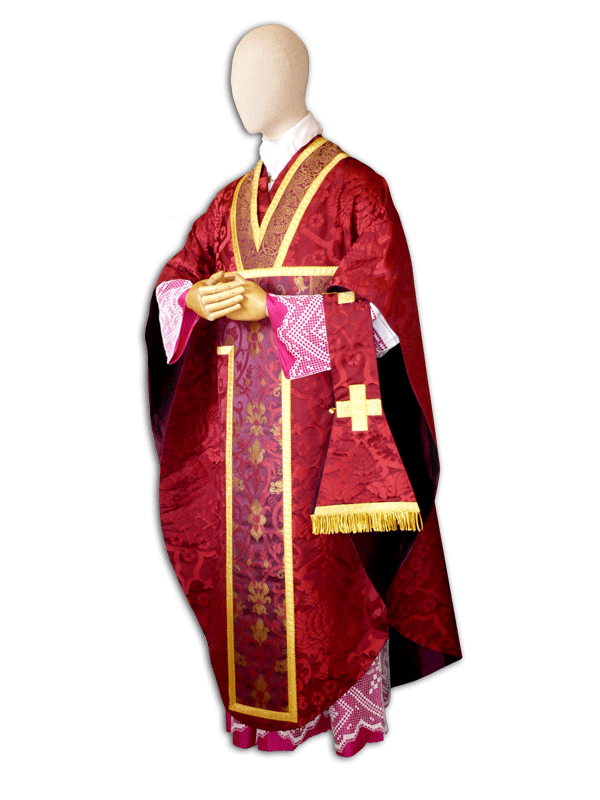
Готическая казула (орнат)
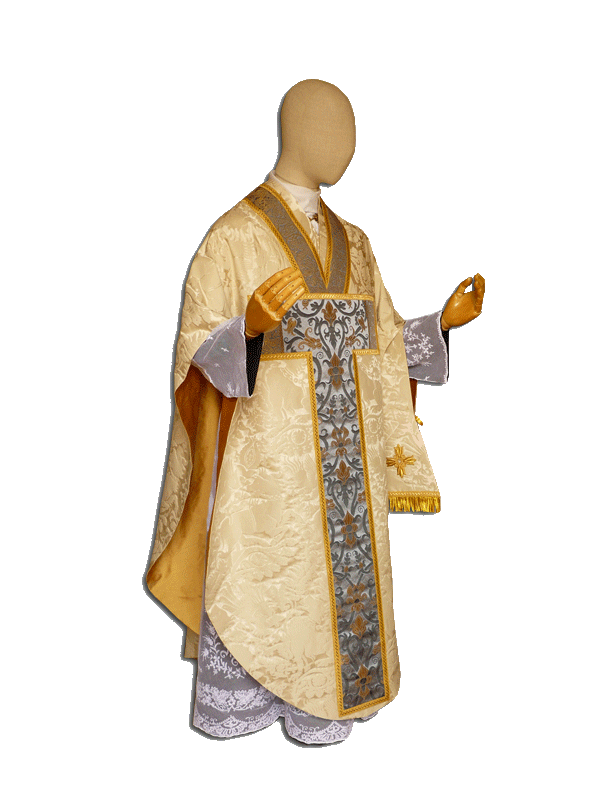
Готическая казула (орнат)
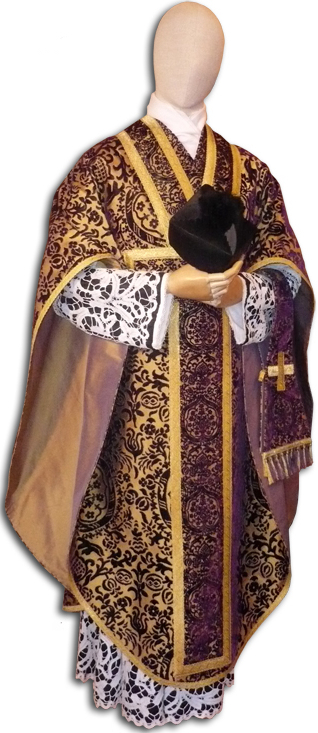
Готическая казула (орнат) и манипула
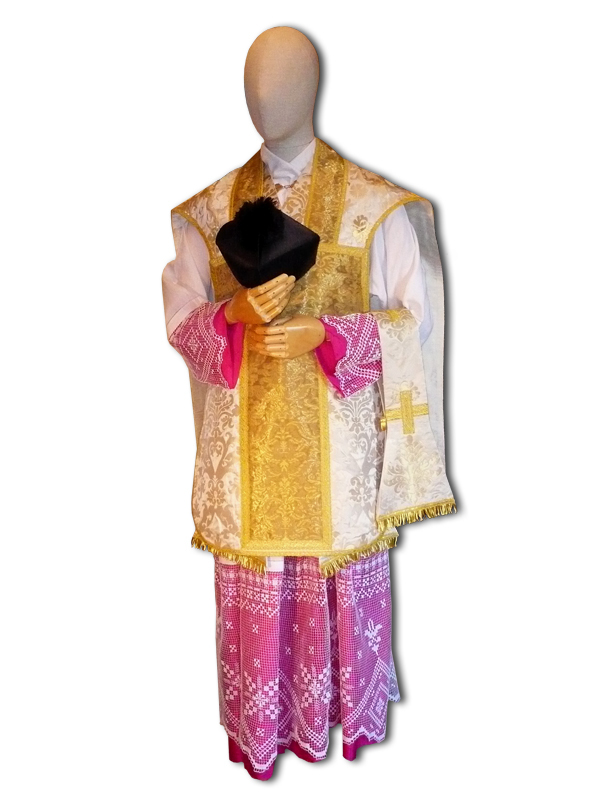
Римская казула (орнат)
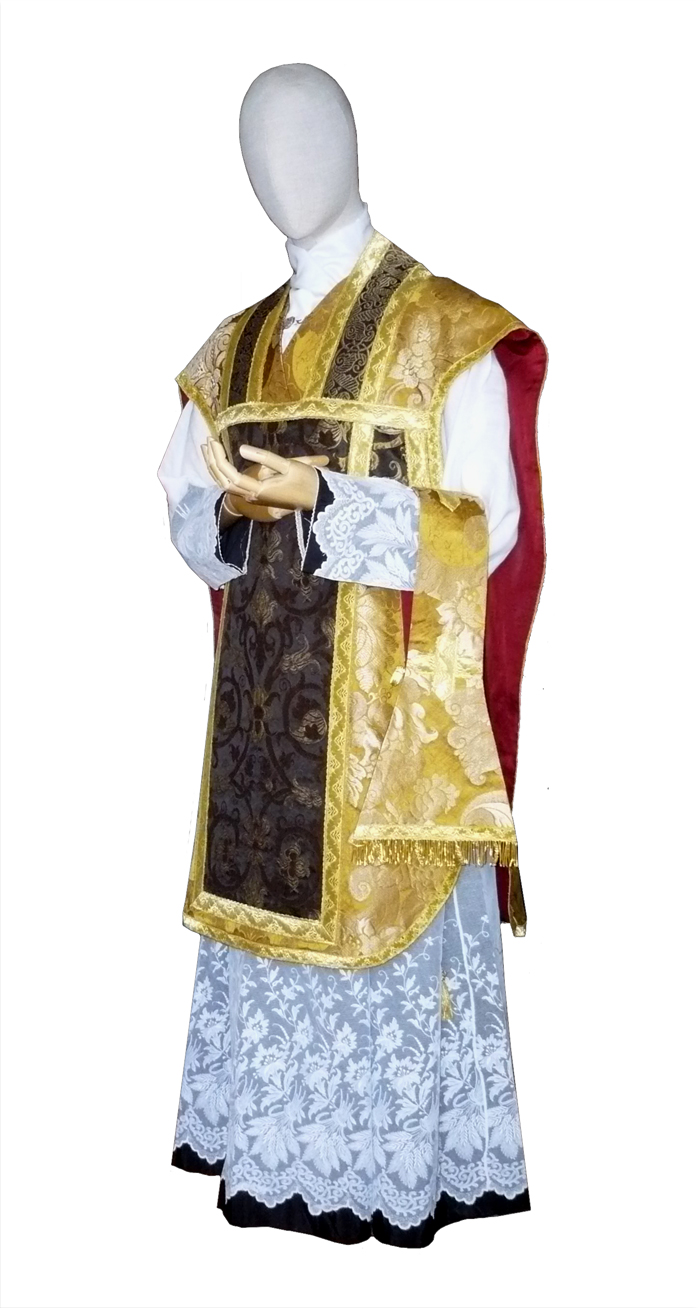
Римская казула (орнат) и чёрная биретта
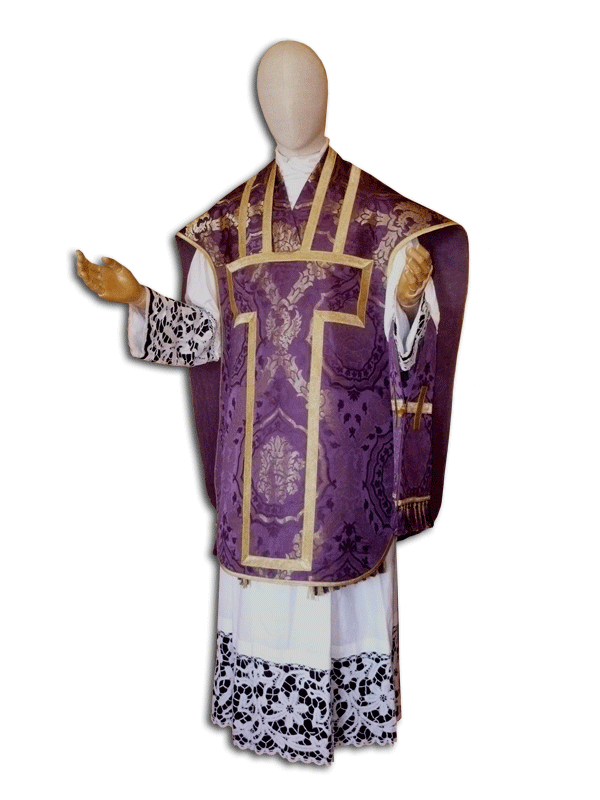
Римская казула (орнат)
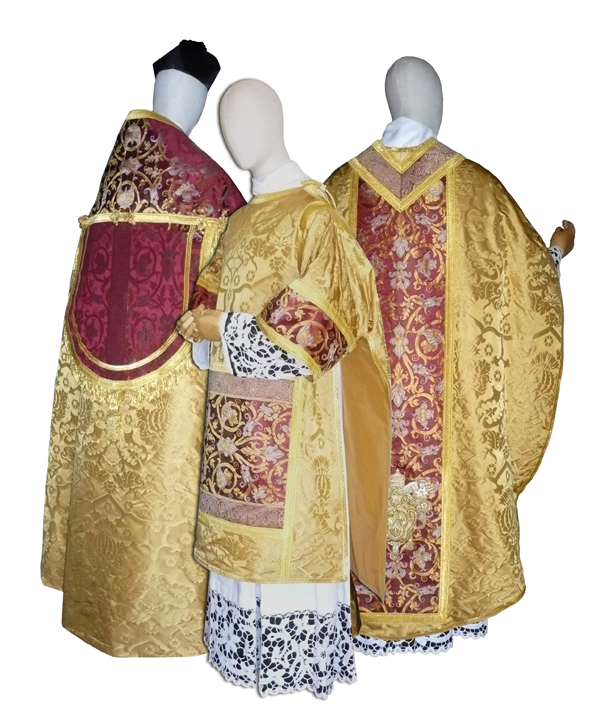
Плувиал, далматика и готическая казула (орнат)
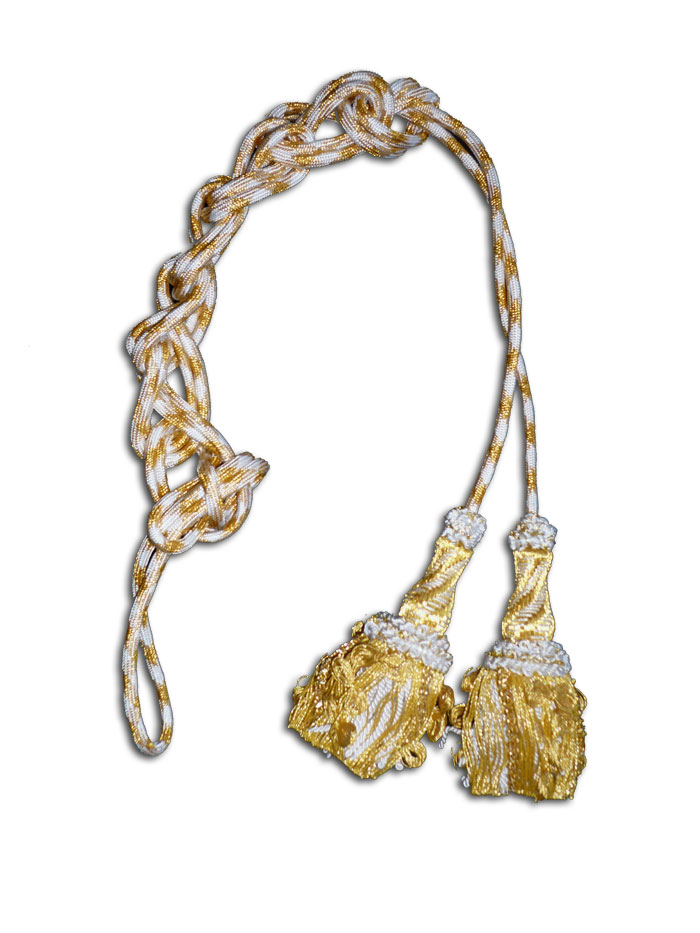
Белый цингулум
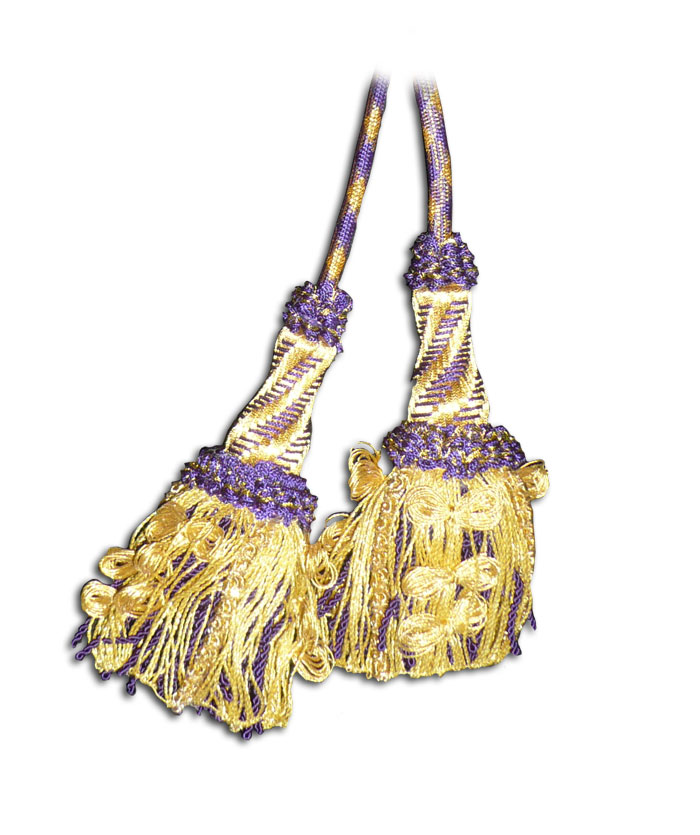
Фиолетово-золотой цингулум
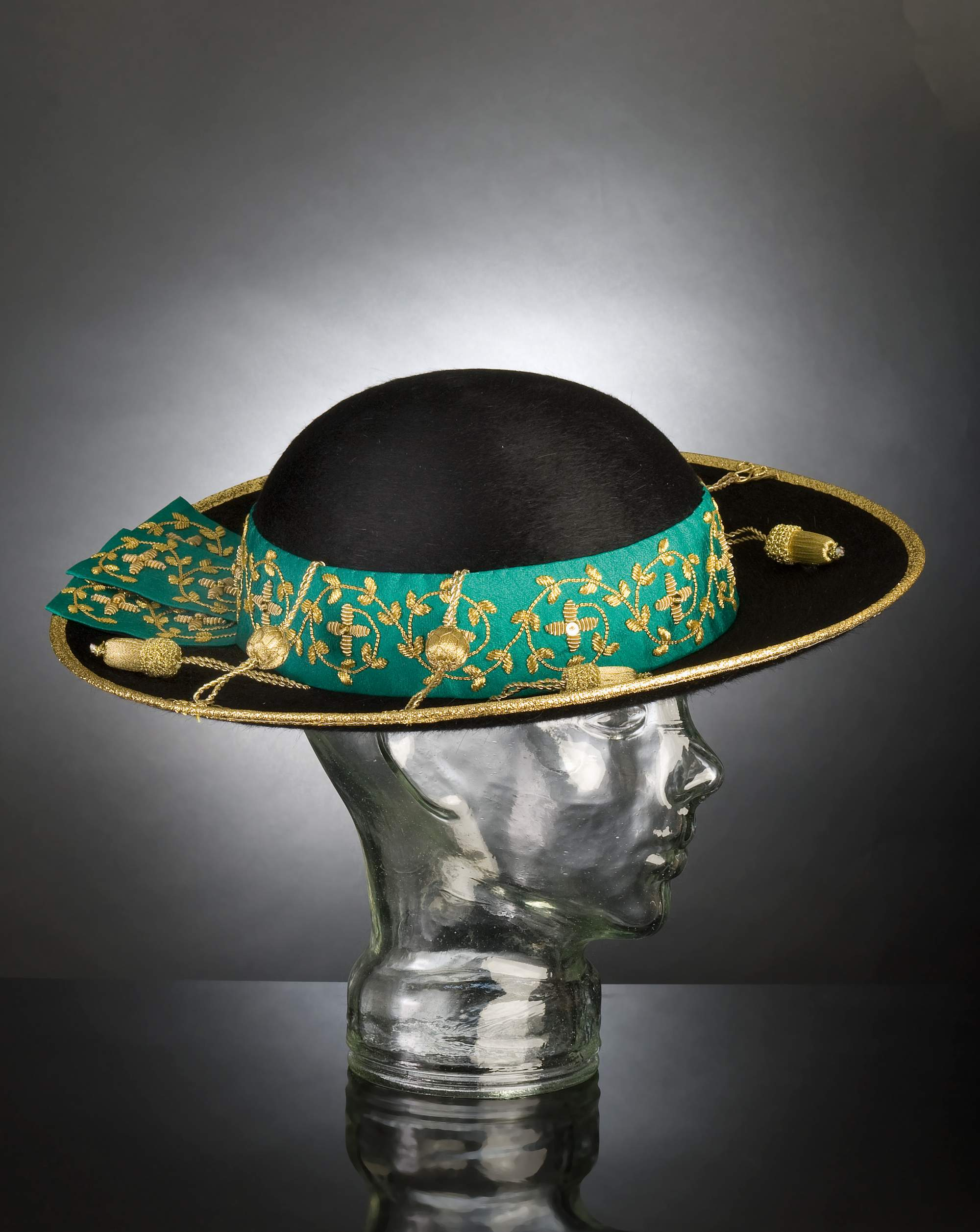
Сатурно епископа